# Clint (Teksas)
Clint – miasto w Stanach Zjednoczonych, w stanie Teksas, w hrabstwie El Paso.